# Vojno
Vojno är ett samhälle i Bosnien och Hercegovina.   Det ligger i entiteten Federationen Bosnien och Hercegovina, i den södra delen av landet, 60 km sydväst om huvudstaden Sarajevo. Vojno ligger 94 meter över havet och antalet invånare är 546.
Terrängen runt Vojno är bergig österut, men västerut är den kuperad. Vojno ligger nere i en dal. Runt Vojno är det ganska tätbefolkat, med 93 invånare per kvadratkilometer.. Närmaste större samhälle är Mostar, 7,8 km sydväst om Vojno. 
I omgivningarna runt Vojno växer i huvudsak blandskog.